# Mboum (peuple)
Pour les articles homonymes, voir Mboum.
Les Mboum sont une population d'Afrique centrale, un peuple trait d'union entre le Cameroun, le Tchad et la République centrafricaine,.

## Ethnonymie
Les Mboums sont originaires de Moyen-Orient, notamment de la baie du Yémen d'où ils vivaient il y a longtemps avant le Christ. Ils sont d'origine ethnique mauresque / soudanaise.
Selon les sources et le contexte, on rencontre de multiples formes ou tribus Mboums: Boum mbere , Boum, Bum, Buna,Aka mbum, Wimbum, Tali, Carré, Laka-Pana, Mboum-Pana, Mboums, 
Mboumtiba, Mbum-Pana, Mbum, Mbums, Mbun, Nzak Mbay, Pana, Panas, Pani, Wuna.

## Population
Ils vivent dans la région de l'Adamaoua au nord du Cameroun – notamment à Ngaoundéré et dans le Rey Bouba –, dans la région de Baïbokoum au Tchad,au nord-est du Nigeria  (Gembu), ainsi qu'au nord-ouest du Cameroun (Nkambe) et au nord de la Republique Centrafricaine.

## Culture
Les Mboums ont les objets traditionnels sacrés. Chez les Mboums, les garçons et les filles en âge de maturité vont à l'initiation. À la fin de l'initiation, une danse initiatique est organisée au lieu public.

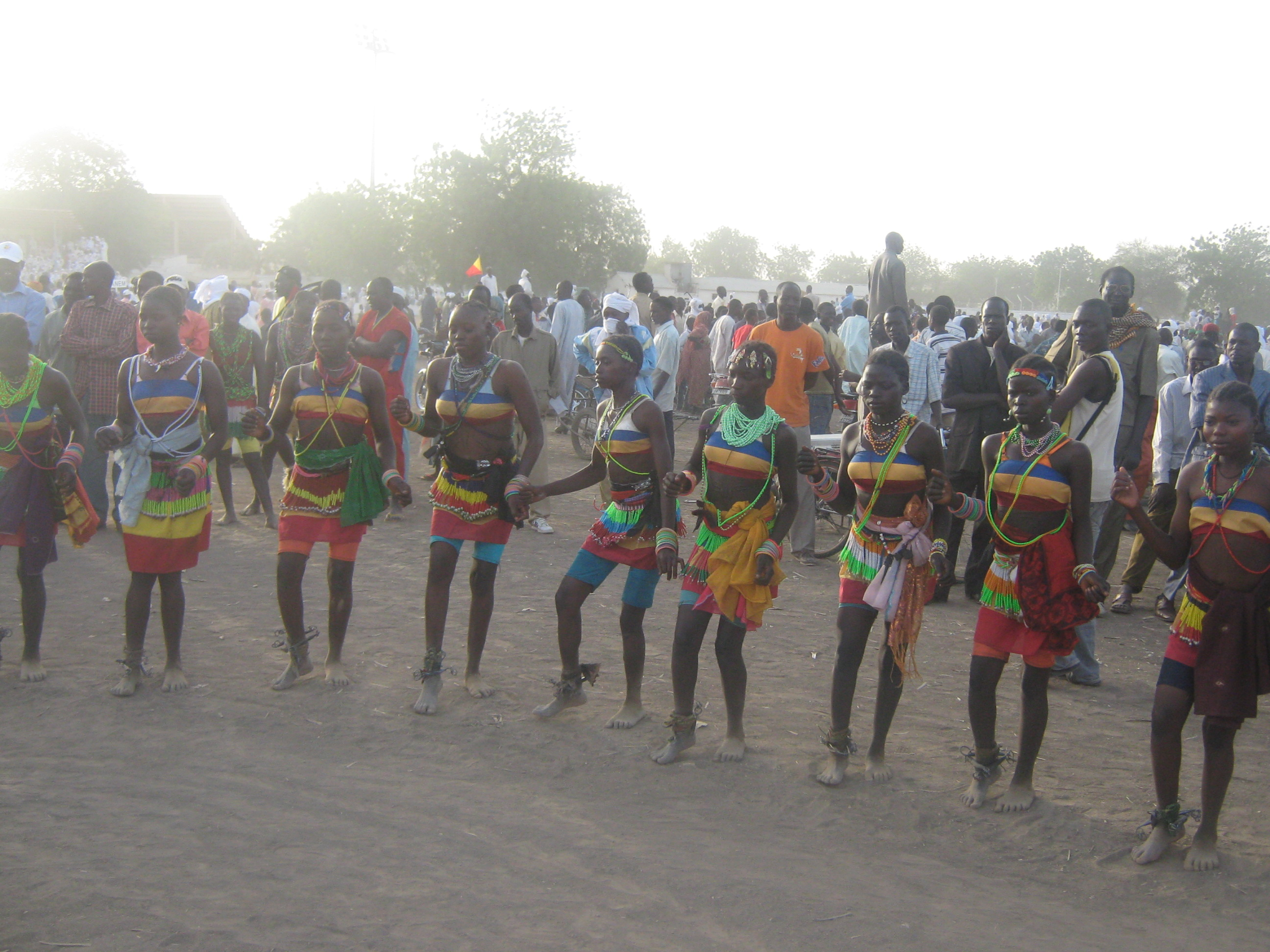
Danse des initiées (Tchad)
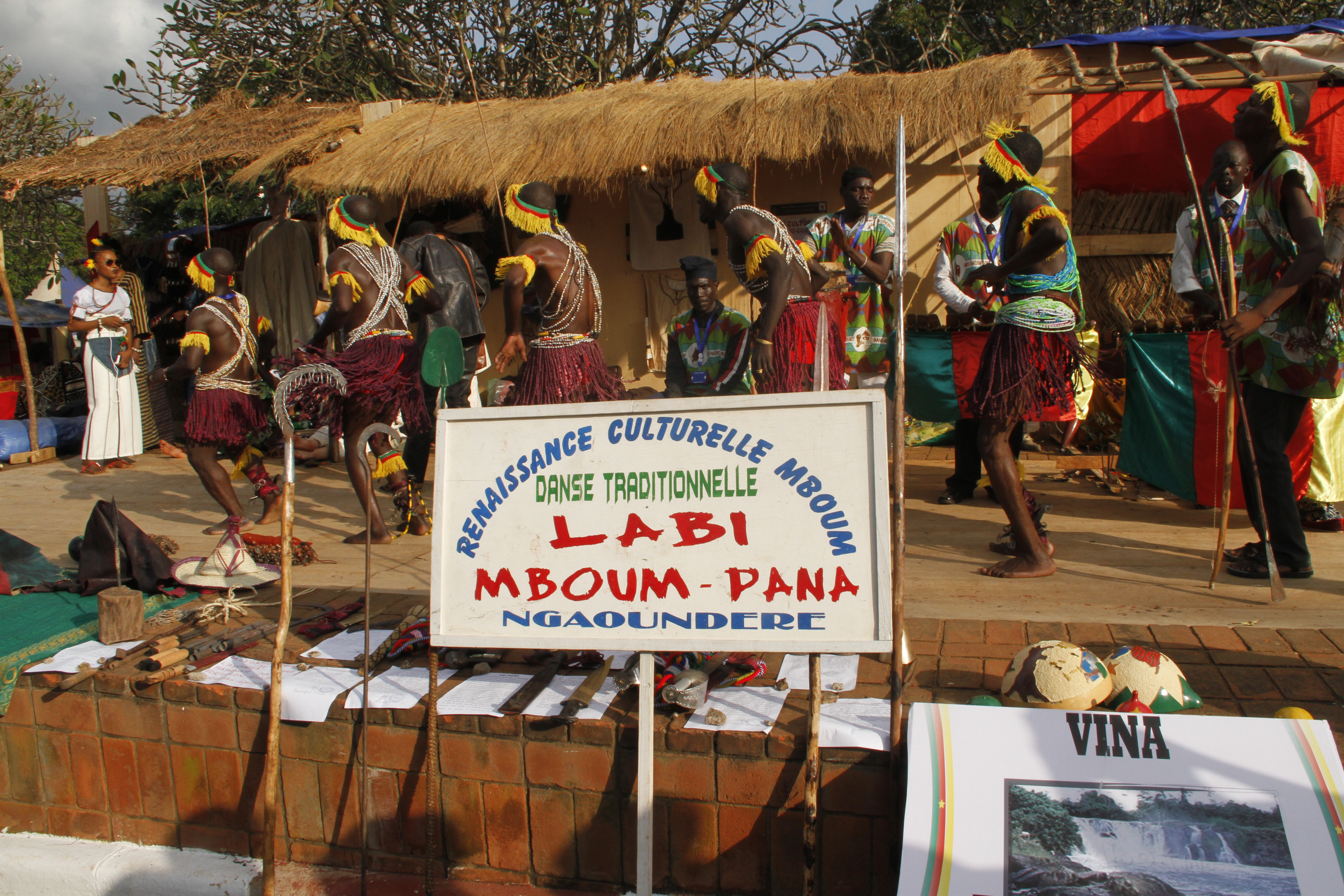
Groupe culturel Mboum (Cameroun)
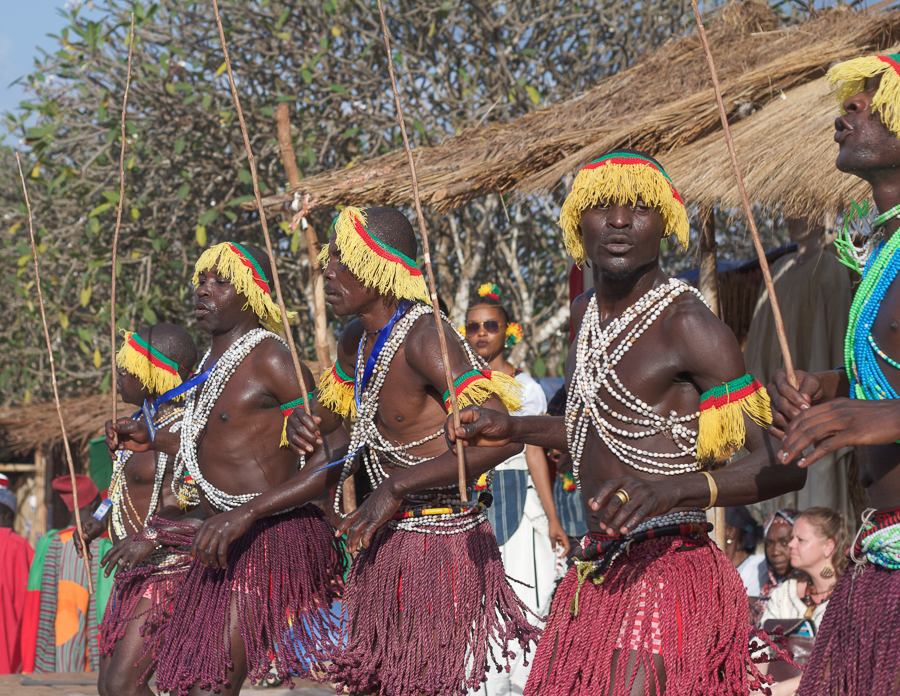
Danseurs à Ngaoundéré (Cameroun)
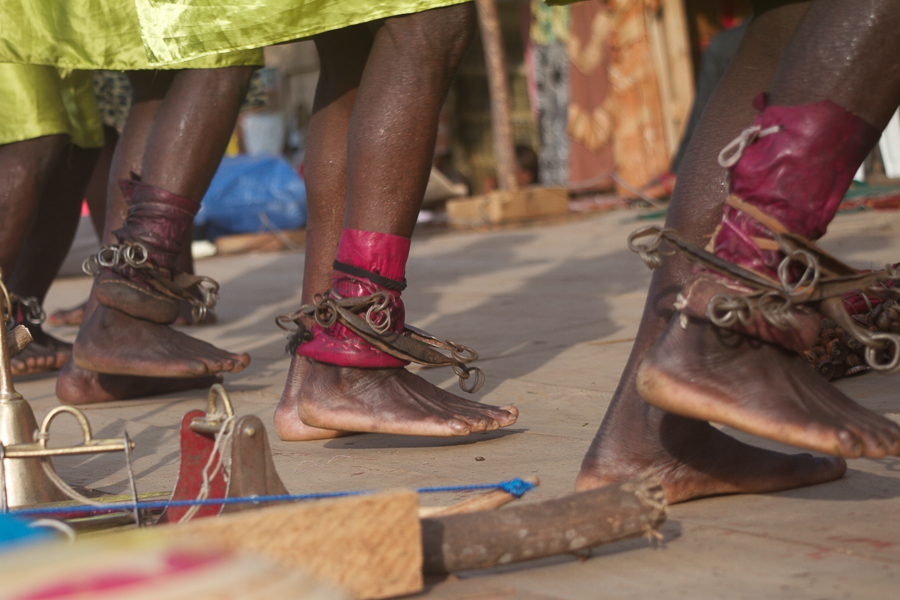
Grelots aux pieds (Cameroun)
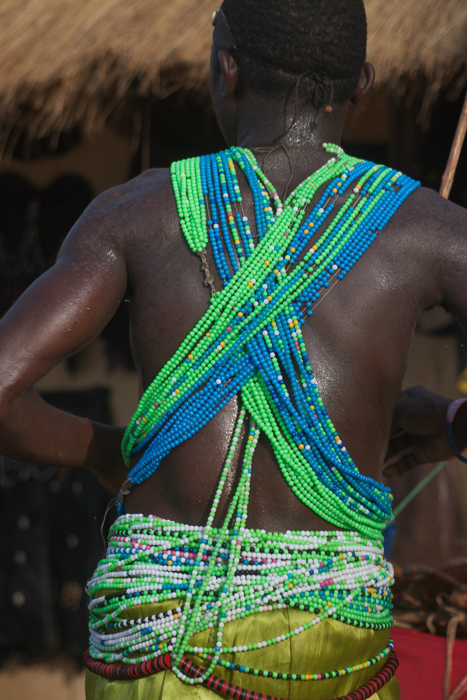
Costume (Cameroun)

## Langue
Aujourd'hui, ils parlent le mboum, une langue atlantico-congolaise et plusieurs dialectes selon les multiples migrations et différentes diversions des tribus Mboums.

### Discographie
- Mbum du Cameroun, Ed. Universal, Coll. Prophet n° 23, 2003